# Paratjärnarna (Hotagens socken, Jämtland, 710915-144876)
Paratjärnarna är en sjö i Krokoms kommun i Jämtland och ingår i Indalsälvens huvudavrinningsområde. Sjön har en area på 0,0703 kvadratkilometer och ligger 728,2 meter över havet. Paratjärnarna ligger i Gråberget-Hotagsfjällen Natura 2000-område.

## Delavrinningsområde
Paratjärnarna ingår i det delavrinningsområde (710872-145025) som SMHI kallar för Inloppet i Lill-Fulvurn. Medelhöjden är 701 meter över havet och ytan är 20,59 kvadratkilometer. Räknas de 37 avrinningsområdena uppströms in blir den ackumulerade arean 193,1 kvadratkilometer. Ammersån som avvattnar avrinningsområdet har biflödesordning 2, vilket innebär att vattnet flödar genom totalt 2 vattendrag innan det når havet efter 284 kilometer. Avrinningsområdet består mestadels av skog (56 procent) och kalfjäll (36 procent). Avrinningsområdet har 0,22 kvadratkilometer vattenytor vilket ger det en sjöprocent på 1,1 procent.